# Пащина
Пащина (пол. Paszczyna) — село в Польщі, у гміні Дембиця Дембицького повіту Підкарпатського воєводства.
Населення — 1736 осіб (2011).
У 1975-1998 роках село належало до Тарновського воєводства.

## Демографія
Демографічна структура станом на 31 березня 2011 року:
|          | Загалом | Допрацездатний вік | Працездатний вік | Постпрацездатний вік |
| -------- | ------- | ------------------ | ---------------- | -------------------- |
| Чоловіки | 884     | 241                | 558              | 85                   |
| Жінки    | 852     | 184                | 510              | 158                  |
| Разом    | 1736    | 425                | 1068             | 243                  |